# Edmond Miellet
Edmond Miellet, né le 1er novembre 1880 à Montbouton (Territoire de Belfort) et mort le 24 janvier 1953 à Paris (Seine), est un homme politique français.

## Carrière
Gaston Edmond Miellet est le fils de Charles Miellet et d'Alice Baudelier. Il est député radical du Territoire de Belfort de 1919 à 1940 et ministre des Pensions du 18 décembre 1932 au 26 octobre 1933 dans les gouvernements Joseph Paul-Boncour et Édouard Daladier (1).
Il meurt le 24 janvier 1953 en son domicile 25 rue de Libourne à Paris 16e, époux de Cécile Metzger. Il est inhumé au cimetière protestant de la Charme à Beaucourt.
Une avenue de Belfort porte son nom, ainsi qu'une rue de Delle porte son nom.